# Креснишке Поляне
Креснишке Поляне (словен. Kresniške Poljane) — поселення в общині Літія, Осреднєсловенський регіон, Словенія. Висота над рівнем моря: 264,7 м.